# Cerizy
Cerizy é uma comuna francesa na região administrativa de Altos da França, no departamento de Aisne. Estende-se por uma área de 4 km². Em 2010 a comuna tinha 67 habitantes (densidade: 16,8 hab./km²).